# Amanda Röntgen-Maier
Amanda Röntgen-Maier   (Landskrona Parish, 20 de febrer de 1853 - Amsterdam, 15 de juny de 1894) fou una violinista i compositora sueca. Va ser la primera dona llicenciada en direcció musical del Reial Conservatori de Música a Estocolm l'any 1872.

## Biografia
Amanda Maier va néixer en una llar musical a Landskrona i va descobrir el seu talent musical ben aviat. La seva primera instrucció en violí i piano va ser del seu pare. A l'edat de setze anys, Maier va començar els estudis al Reial Conservatori de Música a Estocolm, on va estudiar violí, orgue, piano, violoncel, composició i harmonia.
Maier va fer concerts de violí tant a Suècia com a l'estranger. Va continuar estudiant composició amb els professors del conservatori Reinecke i Richter a Leipzig i de violí amb Engelbert Röntgen, mestre de concerts a l'Orquestra Gewandhaus de la mateixa ciutat. Durant aquest temps va compondre una sonata de violí, un trio per a piano i un concert de violí per a orquestra. El seu concert de violí es va estrenar el 1875 amb Maier com a solista i va rebre bones crítiques.
A Leipzig va conèixer el pianista i compositor alemany-holandès Julius Röntgen (1855–1932), fill del seu professor de violí. La parella es va casar el 1880 a Landskrona i es van traslladar a Amsterdam. El matrimoni va posar fi a les aparicions públiques d'Amanda, però ella va continuar component, i la parella arranjava salons musicals i concerts amb la flor i nata de la vida musical d'Europa, com ara Edvard Grieg, Anton Rubinstein, Joseph Joachim i Johannes Brahms.
El 1887 Röntgen-Maier va emmalaltir de tuberculosi. Durant la seva malaltia, la parella es va allotjar a Niça i Davos. La seva última gran obra fou el Quartet de piano en mi menor, en un viatge a Noruega en 1891. Va morir el 1894 a Amsterdam, Països Baixos.
Totes les obres conegudes d'Amanda Maier són objecte d'una sèrie d'enregistrament d'un total de tres CDs a la companyia discogràfica sueca dB Productions.

## Obres (selecció)
- Concert per a violí en re menor (1875)
- Sonata en si menor per a violí i piano' (Musikaliska Konstföreningen, Estocolm, 1878)
- Sis peces per a piano i violí (Breitkopf & Hartel, Leipzig, 1879)
- Diàlegs: Petites peces per a piano (amb Julius Röntgen, editor Breitkopf & Hartel, Leipzig, 1882)
- Quartet de piano en re menor (1891)